# Up Down (Do This All Day)
"Up Down (Do This All Day)" é uma canção do cantor de R&B T-Pain, lançada em 13 de Agosto de 2013, como primeiro single para a Coletânea "T-Pain Presents Happy Hour: The Greastest Hits". O single foi produzido por DJ Mustard, e conta com a participação vocal do rapper B.o.B.

## Música e vídeo
O vídeo lirico do single foi lançado em 9 de setembro de 2013, e o videoclipe oficial em 19 de novembro de 2013.

## Desempenho nas paradas
| Paradas (2013–14)                             | Melhor posição |
| --------------------------------------------- | -------------- |
| Bélgica (Ultratip Bubbling Under de Flandres) | 50             |
| Bélgica (Ultratop 50 Flandres Urban}          | 25             |
| Estados Unidos (Billboard Hot 100)            | 62             |
| Estados Unidos (Billboard R&B/Hip-Hop Songs)  | 15             |
| Estados Unidos (Billboard Rhythmic)           | 24             |
| Reino Unido (OCC UK R&B)                      | 7              |
| Reino Unido (UK Singles Chart)                | 43             |

## Histórico de lançamento
| País           | Data                   | Formato                     | Gravadora(s)                                        |
| -------------- | ---------------------- | --------------------------- | --------------------------------------------------- |
| Estados Unidos | 13 de Agosto de 2013   | Digital download            | Nappy Boy Entertainment, Konvict Muzik, RCA Records |
| Estados Unidos | 13 de Agosto de 2013   | Mainstream urban radio      | Nappy Boy Entertainment, Konvict Muzik, RCA Records |
| Estados Unidos | 24 de Setembro de 2013 | Rhythmic contemporary radio | Nappy Boy Entertainment, Konvict Muzik, RCA Records |
| Reino Unido    | 21 de Novembro de 2013 | Urban contemporary radio    | Nappy Boy Entertainment, Konvict Muzik, RCA Records |